# Pierre-Charles Martin de Chassiron
Pierre-Charles Martin, baron de Chassiron (né à La Rochelle le 1er novembre 1753 et mort à Paris le 18 mars 1825), est un agronome et homme politique français.

## Biographie
Petit-fils de Mathieu Martin de Chassiron (1674–1722), Pierre-Charles Martin de Chassiron est le fils de Pierre Mathieu Martin (1704–1767), seigneur de Chassiron, de Beauregard et autres lieux, doyen des trésoriers de France au Bureau des finances et Chambre du domaine de la généralité de La Rochelle, président de l'Académie de La Rochelle, et de Catherine Charlotte Cousin du Lieutel. Marié à Mlle Jouin de La Tremblay, il est le père de Gustave de Chassiron.
Après ses études en droit à Paris, il est reçu avocat au Parlement de Paris et admis à l'Académie des belles-lettres, sciences et arts de La Rochelle en 1775. Il devient trésorier de France au Bureau des finances et Chambre du domaine de la généralité de La Rochelle l'année suivante.
Secrétaire de l'assemblée de la noblesse de La Rochelle en 1789, il devient administrateur du département en juin 1790 et refuse son élection comme membre du directoire. Il est arrêté comme suspect en 1794 et est emprisonné à La Rochelle puis à Rochefort. Administrateur municipal de La Rochelle en 1795, Chassiron est élu représentant de la Charente-Inférieure au Conseil des Anciens en avril 1797 et échappe de peu à la déportation lors du 18 fructidor. 
Se montrant favorable au coup d'État du 18 Brumaire, il est nommé à la Commission intermédiaire qui succède aux Conseils, puis membre du Tribunat (4 nivôse an VIII), qu'il préside en février 1800. Il se prononce pour le régime impérial et la suppression du Tribunat le 19 août 1807.
Conseiller maître à la création de la Cour des comptes (1807), il est signataire de l'adresse de la Cour à l'Empereur (26 mars 1815). Il meurt en fonctions.

## Publications
- Essais sur la législation et les règlements nécessaires aux dessèchements à faire ou à conserver en France, Paris, an X
- Essais sur la législation et les règlements nécessaires en France aux cours d'eau et rivières non navigables et flottables, et qui ne sont pas du domaine public, Paris, 1818
- Lettre aux cultivateurs français sur les moyens d'opérer un grand nombre de dessèchements, par des procédés simples et peu dispendieux, Paris, an IX
- Lettres sur l'agriculture du district de La Rochelle et des districts voisins, par un cultivateur, La Rochelle, (s.d.)